# Л’Этан-Вержи
Л’Эта́н-Вержи́ (фр. L’Étang-Vergy) — коммуна во Франции, находится в регионе Бургундия. Департамент коммуны — Кот-д’Ор. Входит в состав кантона Жевре-Шамбертен. Округ коммуны — Дижон.
Код INSEE коммуны — 21254.

## Население
Население коммуны на 2010 год составляло 201 человек.
| 1962 | 1968 | 1975 | 1982 | 1990 | 1999 | 2010 |
| ---- | ---- | ---- | ---- | ---- | ---- | ---- |
| 180  | 176  | 160  | 163  | 150  | 183  | 201  |

## Экономика
В 2010 году среди 134 человек трудоспособного возраста (15—64 лет) 104 были экономически активными, 30 — неактивными (показатель активности — 77,6 %, в 1999 году было 82,7 %). Из 104 активных жителей работали 102 человека (60 мужчин и 42 женщины), безработных было 2 (1 мужчина и 1 женщина). Среди 30 неактивных 9 человек были учениками или студентами, 11 — пенсионерами, 10 были неактивными по другим причинам.